# إسفغنون أنتيوكي
إسفغنون أنتيوكي (الاسم العلمي:Sphagnum antioquiense) هو نوع من النباتات يتبع جنس الإسفغنون من الفصيلة الإسفغنونية.